# Pietro Siorpaes
Pietro Siorpaes "Salvador" (Cortina d'Ampezzo, 1868 – 1953) è stato un alpinista italiano con cittadinanza austro-ungarica.

## Biografia
Terzogenito della grande guida Santo Siorpaes (1832-1900) e della prima moglie Maria Costanza Apollonio (1836-1872), battezzato fin dalla gioventù "de Santo" per ascendenza paterna, Pietro nacque nella frazione di Staulin d'Ampezzo. Seguendo il genitore e il fratello Giovanni (1869-1909, guida dal 1890), a diciannove anni ottenne l'autorizzazione a svolgere la professione di guida alpina (1887). Abile armaiolo e guardiacaccia fu autore di un'intensa attività sui monti, molto spesso in compagnia delle baronesse ungheresi Ilona e Rolanda Eötvös.
Pietro nel 1915 combatte nell'esercito imperiale austriaco contro l'Italia, nel 1918 a seguito della sconfitta austriaca e del passaggio di Cortina d'Ampezzo all'Italia, diventa cittadino italiano. L'albergo a Cimabanche che aveva ereditato dal fratello nel 1909 venne distrutto nei primissimi giorni di guerra. Involontariamente Siorpaes fu anche il primo etologo di Cortina, in quanto ebbe in consegna dal conte di Sommaruga (noto alpinista e fondatore con Paul Grohmann del Oesterreichischer Alpenverein, il Club Alpino Austriaco) alcune coppie di marmotte che rinchiuse in una capanna sulle pendici delle Tofane. Gli animali riuscirono a sfuggire, e i numerosissimi esemplari che oggi popolano la valle d'Ampezzo sono sicuramente discendenti da quelle sfuggite a Pietro.

## Vette conquistate per primo
- 1887 = Cima Eötvös 2825 m, Cadini di Misurina
- 31 agosto 1896 = Cima dei Cadini di Misurina 2674 m
- 13 settembre 1896 = Cimon di Croda Liscia 2568 m, Cadini di Misurina
- 24 agosto 1899 = Gola nord, Croda dei Toni 3094 m
- 19 agosto 1903 = Bastioni delle Marmarole 2926 m

## Vie aperte
- 18 agosto 1896 = cresta nord-est, Piz Popena 3152 m